# Chotěvice
Chotěvice település Csehországban, Trutnovi járásban. Chotěvice Pilníkov, Vlčice, Vítězná, Dolní Olešnice, Čermná, Hostinné és Mostek településekkel határos. Lakosainak száma 1025 fő (2024. január 1.).

## Népesség
A település lakosságának változását az alábbi diagram mutatja:
| Lakosok száma | 1689 | 1685 | 1730 | 1395 | 1088 | 978  | 1043 | 1067 | 989  | 1025 |
|               | 1869 | 1890 | 1921 | 1950 | 1980 | 2001 | 2017 | 2019 | 2022 | 2024 |